# Australoporus tasmanicus
Australoporus là một chi nấm thuộc họ Polyporaceae. Là một chi đơn loài, nó chứa loài duy nhất Australoporus tasmanicus.